# Samandar Rzayev
Samandar Mansim oglu Rzayev (en azerí: Səməndər Mənsim oğlu Rzayev; Agsu, 2 de enero de 1945 – Bakú, 27 de marzo de 1986) fue un actor de cine y de teatro de Azerbaiyán, que obtuvo en 1974 la distinción de Artista de Honor de la República Socialista Soviética de Azerbaiyán.

## Biografía
Samandar Rzayev nació el 2 de enero de 1945 en Agsu.
En 1964 ingresó en la Universidad Estatal de Cultura y Arte de Azerbaiyán y se graduó en 1968. Desde 1967 fue actor del Teatro Académico Estatal de Drama de Azerbaiyán y interpretó en el escenario de este teatro hasta el fin de su vida. Su primer papel fue “Horacio” en la tragedia de Hamlet de William Shakespeare.
El actor interpretó los papeles de varios géneros y personajes en el cine. En total, protagonizó 17 películas.
Samandar Rzayev murió el 27 de marzo de 1986 y fue enterrado en Bakú.

## Premios y títulos
- 1974 - Artista de Honor de la RSS de Azerbaiyán
- 1980 - Premio Estatal de la RSS de Azerbaiyán